# Natalja Szywie
Natalja Grigorjewna Szywie z d. Glebowa (ros. Наталья Григорьевна Шиве z d. Глебова, ur. 30 kwietnia 1963 w Kemerowie) – rosyjska łyżwiarka szybka reprezentująca ZSRR, brązowa medalistka olimpijska oraz brązowa medalistka mistrzostw świata i Europy.

## Kariera
Pierwszy sukces w karierze Natalja Szywie osiągnęła w 1982 roku, kiedy zdobyła brązowy medal podczas mistrzostw Europy w Heerenveen. W zawodach tych wyprzedziły ją jedynie rodaczka Natalja Pietrusiowa oraz Karin Busch z NRD. Na rozgrywanych dwa lata później mistrzostwach świata w wieloboju sprinterskim  Trondheim również była trzecia, przegrywając tylko z Karin Enke z NRD i Walentiną Łalenkową. W tym samym roku brała też udział w igrzyskach olimpijskich w Sarajewie, gdzie w biegu na 500 m zdobyła brązowy medal. Na podium oprócz niej stanęły też dwie reprezentantki NRD: Christa Rothenburger i Karin Enke. Zdobyła ponadto sześć złotych medali podczas mistrzostw ZSRR: biegu na 1000 m w 1982 roku, w wieloboju oraz biegach na 3000 i 5000 m w 1983 roku oraz w wieloboju sprinterskim i biegu na 1000 m.